# Oxtongue Lake
Der Oxtongue Lake ist ein See im nordöstlichsten Zipfel des Kreises Haliburton County in Ontario, Kanada. 
Seine tiefste Stelle ist ca. 90 Fuß (30 Meter) tief. Er wird vom Oxtongue River durchflossen.
Unweit des Sees befinden sich die sehenswerten Oxtongue River Ragged Falls. Der See liegt nahe dem Ostportal zum Algonquin Provincial Park am Ontario Highway 60 westlich der Stadt Dwight. Die nächstgrößere Stadt Huntsville (Ontario) liegt ca. 30 km westlich. Der See ist beliebt bei Touristen zum Wandern, Kanu fahren und im Herbst wegen des Indian Summers mit seinen Laubverfärbungen.